# Роберт I (герцог Бургундии)
Роберт I Старый (фр. Robert I le Vieux, 1011 — 21 марта 1076, Флёре-сюр-Уш) — герцог Бургундии с 1032 года, сын короля Франции Роберта II Благочестивого и Констанции Арльской, родоначальник Старшего Бургундского дома.

## Биография
В 1030 году Роберт вместе со старшим братом Генрихом восстал против отца, короля Франции. Братья захватили несколько замков, после чего помирились с отцом.
В 1031 году король умер, и ему наследовал старший сын Генрих. Однако Роберт, поддерживаемый матерью, Констанцией Арльской, восстал против брата, претендуя на трон. В итоге в 1032 году братья примирились: Роберт получил герцогство Бургундия, но отказался от притязаний на французский трон.

### Герцог Бургундский
В его правление герцогство включало в себя земли прежних графств Отён, Бон, Авалон, Дижон и Шатийон-сюр-Сьен. Графы других бургундских графств (Шалона, Макона, Невера, Осера, Тоннера) были фактически независимыми правителями.
Пытаясь решить спор о границе между герцогством и графством Осер, Роберт вел войну с графом Рено I, а затем с его сыном Гильомом I.
Роберт имел жесткий и жестокий характер. В 1048 году во время ссоры на банкете он убил своего тестя, Далмаса де Семюра, а также его сына Жосерана, пытавшегося вступиться за отца. Для того, чтобы получить прощение, Роберт был вынужден совершить паломничество в Рим и основать монастырь в Семюре в качестве покаяния.
В 1050 году Роберт присоединил к герцогству Семюр-ан-Осуа.
В 1059/1060 году в одном из конфликтов погиб старший сын и наследник Роберта Гуго. В результате враждебность Роберта к соседям увеличилась. Он стал преследовать виновных в смерти сына и начал борьбу против епископа Отёна Эженона. По этой причине в 1063 году в Отёне собрался церковный собор с участием архиепископа Лиона Жоффруа, архиепископа Безансона Гуго, епископа Шалон-сюр-Сона Ашарда, епископа Макона Дрого и аббата Клюни Гуго. На встречу прибыл и Роберт I. Благодаря посредничеству аббата Гуго Роберт всех простил и в Бургундии наступил мир.
После смерти в 1072 или в 1074 году своего второго сына Генриха Роберт I хотел завещать герцогство третьему сыну - Роберту. Однако внук герцога, старший сын Генриха, Гуго отстоял своё право на наследство.

### Брак и дети
- 1-я жена: (с 1033 года) Элия (Гедвига) де Семюр (ок. 1016 — 22 апреля 1109), дочь Далмаса I Великого, сеньора де Семюр-ан-Брионне
  - Гуго (Юг) (ок. 1034—1059/1060)
  - Генрих Донцель (ок. 1035—1072/1074); жена: Сибилла Барселонская
  - Роберт (1040—1113), регент графства Сицилия с 1103 года; жена: (с 1103 года) Иоланта, дочь Роджера I, графа Сицилии
  - Симон (ок. 1044 — ок.1088)
  - Констанция (ок. 1046 — ок. 1093); 1-й муж: (с 1072 года) Гуго II (ок. 1022—1078), граф де Шалон; 2-й муж: (с 8 мая 1081 года) Альфонс VI (1040—1109), король Кастилии и Леона
- 2-я жена: (с 1048 года) Ирменгарда Анжуйская (ок. 1018 — 18 марта 1076), дочь Фулька III Нерры, графа Анжу, вдова Жоффруа II Ферреоля, графа Гатине
  - Хильдегарда (1050 — после 1104); муж: Гильом VIII Аквитанский (1025—1086), герцог Аквитании